# 內大臣森林鐵道
內大臣森林鐵道（日语：／）是一條由林野廳熊本營林局管理，以運送國有林內的木材為目的的森林鐵路。路線從熊本縣上益城郡甲佐町甲佐站出發，途經熊本縣下益城郡砥用町（現時：美里町），連接上益城郡矢部町（現：山都町）的儲木場。路線於1967年廢除。曾經在線上使用的柴油機車被放置在監物台樹木園保存。

## 路線數據
- 路線距離（營業距離）：53.341公里（包含本線和支線）[1]
- 軌距：762毫米
- 車站數目：6座（截至廢除一刻，包含起終點站）
- 雙線區間：沒有（全線單線）
- 電氣化區間：沒有（全線非電氣化（日语：非電化））

## 歷史

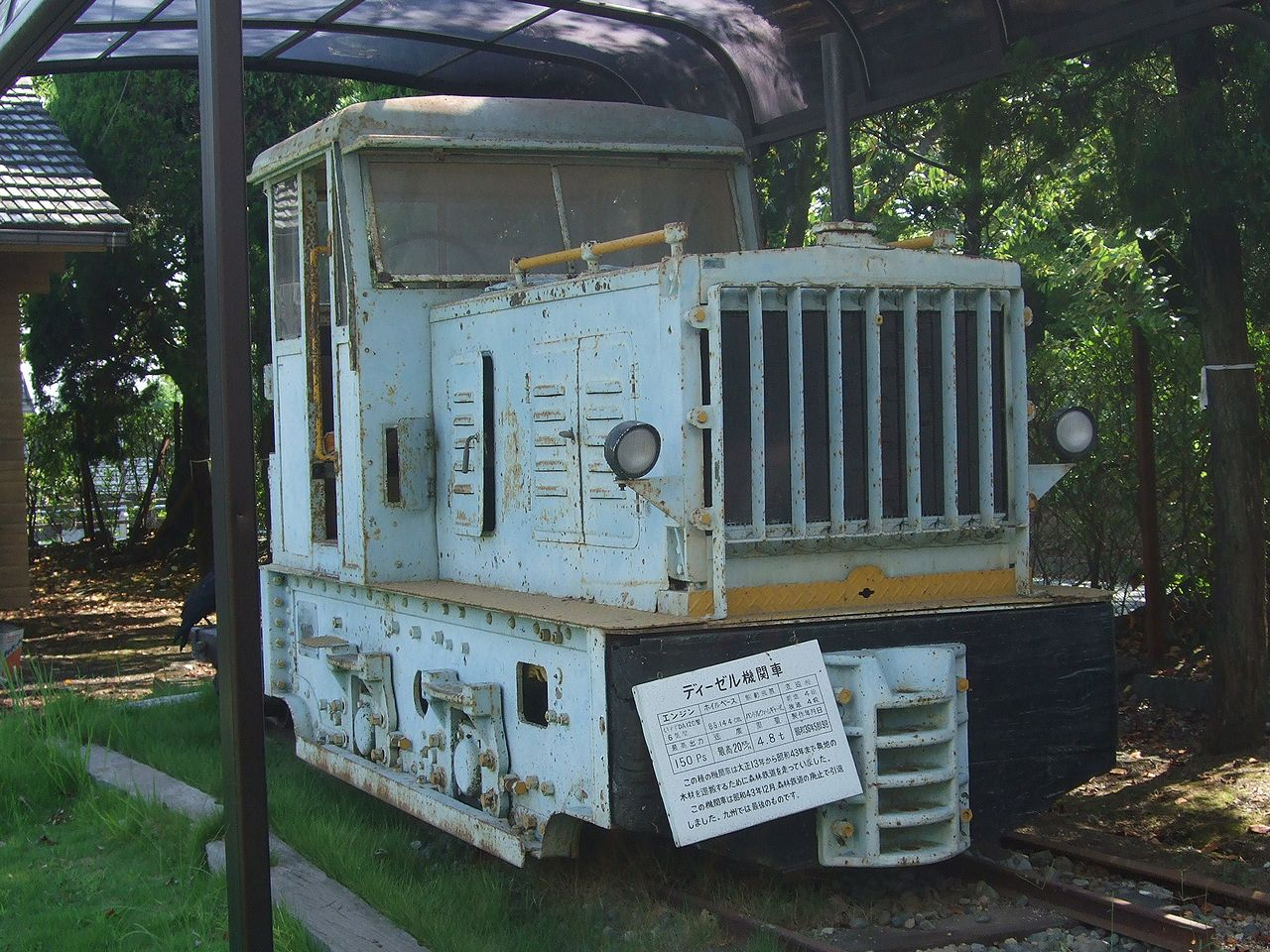
在監物台樹木園保存中的4.8公噸柴油機車

- 1915年（大正4年）：本線21.3公里和小松谷支線0.4公里路段開業。
- 1924年（大正13年）：引入由美國製的汽油列車。
- 1926年（大正15年）：鴨豬谷支線14.8公里路段開業。
- 1937年（昭和12年）：引入5.5公噸的蒸氣機車。
- 1950年（昭和25年）：北谷內支線1.2公里路段開業。
- 1962年（昭和37年）：軌道被廢除。
  - 曾經在線上行走的柴油機車（土佐造船於1961年製造）[2]被放置在熊本市二之丸的監物台樹木園。軸距為88.144厘米。

## 注腳
1. ↑  濱町營林署昭和31年度統計
2. ↑  岩堀春夫《鐵道迷》No.322

## 外部連結
- 《國有林 下卷》（日語） （國立國會圖書館數碼化收藏）照片
- 《內大臣森林鐵道・幹線》 （页面存档备份，存于） （九州Heritage）
- 森林鐵道/林野廳HP （页面存档备份，存于）　照片